# Výr bledý

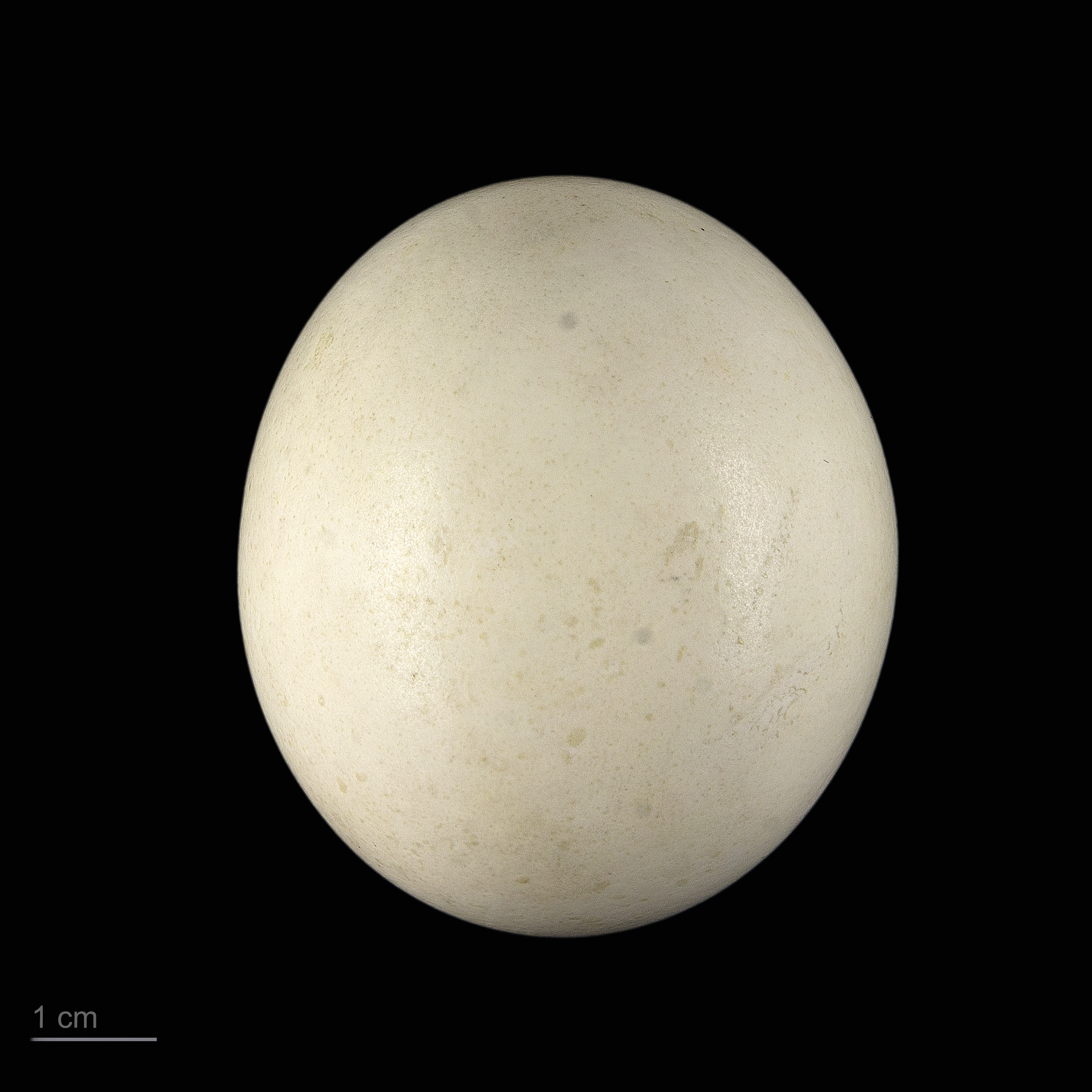
Bubo ascalaphus

Výr bledý (Bubo ascalaphus) je druh sovy z čeledi puštíkovití. Vyskytuje se hlavně v Alžírsku, Maroku, Egyptě a na Arabském poloostrově, ale i v částech Libye, Mali, Mauritánie, Nigeru, Súdánu, Etiopie a Čadu. Jeho habitat tvoří převážně suché a otevřené prostředí se skalními výchozy, planinami, vádí a skalami.

## Popis
Na délku měří 46 až 50 centimetrů. Má velké oranžovo-žluté oči a kropenaté peří.

## Chování
Tato sova je monogamní. Páření probíhá na konci zimy, hnízdo je postaveno ve štěrbině nebo mezi kameny. Samice snese většinou 2 vejce, ze kterých se vylíhnou mláďata po zhruba 31 dnech. Ty jsou krmeny párem po 20 až 35 dní, ale na rodičích jsou závislá po několik měsíců od narození.
Tento výr loví v noci v teritoriu, které má rozlohu okolo 5 km². Loví menší savce, ptáky, ještěrky, štíry a brouky.